# Vitgumpad salangan

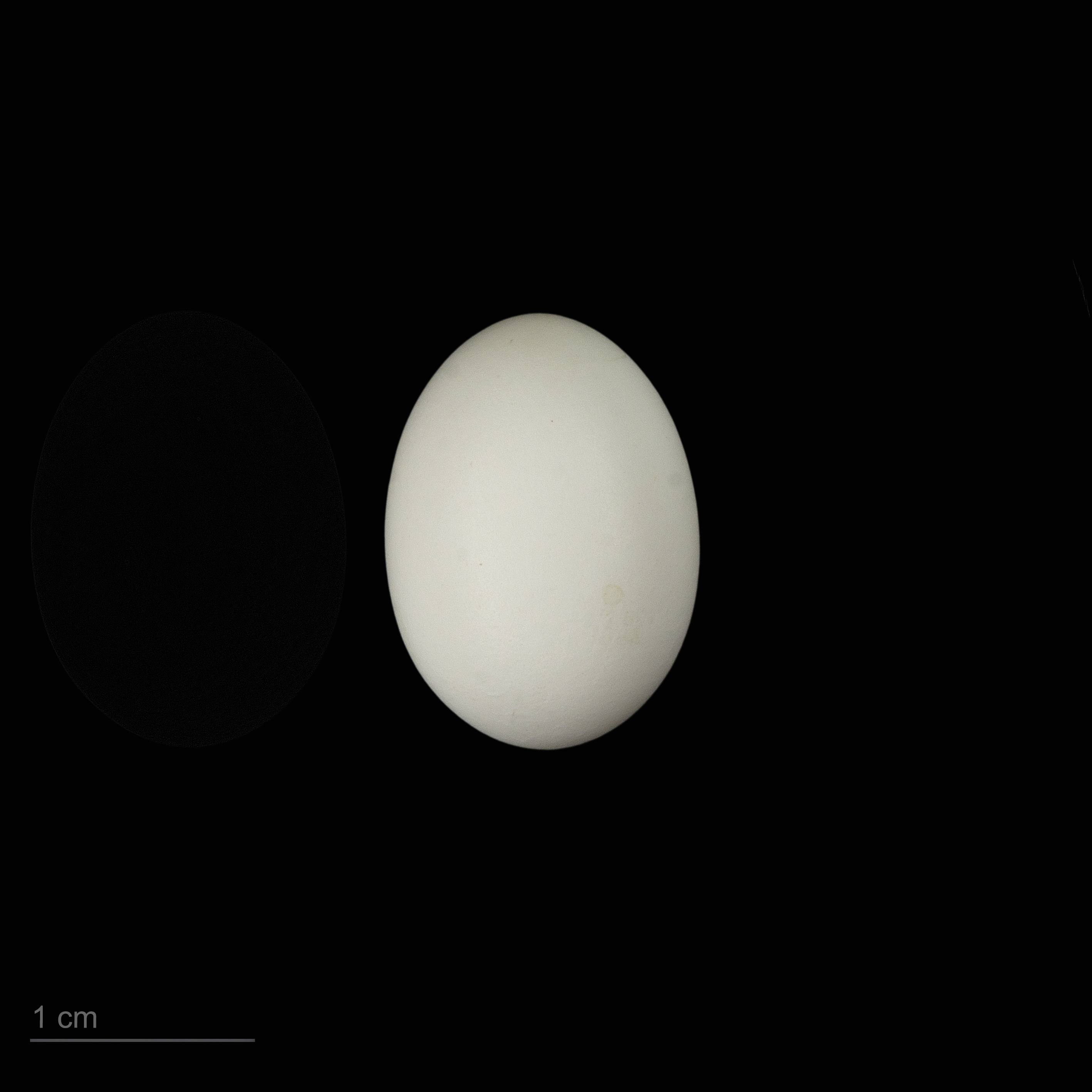
Aerodramus spodiopygius

Vitgumpsalangan (Aerodramus spodiopygius) är en fågel i familjen seglare.

## Utseende och läte
Vitgumpsalanganen är en liten och mestadels grå salangan. Undersidan är ljusare, med ljus strupe och mörkare hjässa. Övergumpens färg varierar, trots namnet, från vit till ljusgrå. Arten liknar både enfärgad salangan och höglandssalangan, men är mindre och har ljusare övergump. Lätet är ett behagligt kvitter.

## Utbredning och systematik
Arten delas in i elva underarter med följande utbredning:
- Aerodramus spodiopygius delichon: Manus Island (Amiralitetsöarna)
- Aerodramus spodiopygius eichhorni: Bismarcköarna (Mussau i St Matthiasöarna)
- Aerodramus spodiopygius noonaedanae: Bismarcköarna (New Ireland och New Britain)
- Aerodramus spodiopygius reichenowi: Södra och östra Salomonöarna
- Aerodramus spodiopygius desolatus: Salomonöarna (Duff Islands, Swallow och Santa Cruzöarna)
- Aerodramus spodiopygius epiensis: Banks Islands och norra Vanuatu till Epiöarna
- Aerodramus spodiopygius ingens: södra Vanuatu
- Aerodramus spodiopygius leucopygius: Lojalitetsöarna och Nya Kaledonien
- Aerodramus spodiopygius assimilis: Fijiöarna
- Aerodramus spodiopygius townsendi: Tonga
- Aerodramus spodiopygius spodiopygius: Samoa

## Status
Arten har ett stort utbredningsområde och beståndet anses stabilt. Internationella naturvårdsunionen IUCN listar den därför som livskraftig (LC).